# Юсківці
Ю́сківці — село в Україні, у Лохвицькій міській громаді Миргородського району Полтавської області. Населення становить 354 осіб. Колишній орган місцевого самоврядування — Лучанська сільська рада.

## Географія
Село Юсківці знаходиться за 2,5 км від лівого берега річки Сула, на відстані 1 км розташоване село Лука. Через село проходять автомобільна дорога Р60 та залізниця, станція Юсківці.

## Історія
В описах про приватні володіння на Лівобережній Україні протягом XVII—XVIII ст. згадується приклад переходу одного і того ж села різним людям, як землі, яку можна дарувати, продавати, обмінювати та надавати взайми.
Роздачі маєтностей старшині проводилися не лише гетьманами, а й полковниками. Ця практика, що встановилась ще в попередні десятиліття, продовжувалась, і в розглядуваний час. Прилуцький полковник Дмитро Лазаревич Горленко віддав с. Юсківці полковому хорунжому Лисаневичу, полковник Hoc, цього ж полку, подарував село полковому хорунжому Носенку.
На території Юсківців у 1925 році збудували хлібоприймальний пункт, у 1929 — відділення контори «Табаксировина».
До початку 1970-х років центр Луки і Юсківці зв'язувала вимощена кам'яна дорога з грубо обробленого сірого граніту. І хоч вона була не зовсім зручною для проїзду кінною підводою (дуже гриміло і трясло), велосипедом чи автомобілем (доводилося їхати дуже повільно), але більше 100 років (побудована вона десь наприкінці ХІХ століття) ця дорога дуже виручала лучан, яким у весняно-осіннє бездоріжжя, коли решта чорноземних грунтових доріг потопала у грязюці, доводилося добиратися до Юсківець, щоб звідти автомобільним транспортом чи залізницею вирушити кудись ще далі.
У 70-і роки минулого століття Луку і Юсківці з'єднала вже асфальтова дорога, а потім пролягла вона і до Свиридівки. Ця робота продовжувалася постійно, аж до так званої перебудови
- 2007 — змінено статус селища на село.

Найбільшу кількість своїх поїздок лучани здійснюють через Юсківці, які теж входять до Лучанського старостату. Звідси автомобільним транспортом можна вирушити по сумському, київському, полтавському та харківському напрямках.
Великим везінням долі для лучан є наявність поряд залізниці — в Юсківцях. Початок цьому населеному пункту поклало саме її будівництво в 1887 році. Нова залізнична гілка з'єднала вузлові станції Бахмач Лібаво-Роменської дороги і через Ромни-Ромодан далі — Кременчук Південної дороги. Першими поселенцями Юсківець були селяни Журавель та Кирило Лахно, на землях яких була прокладена залізниця. У 1890 році тут була збудована залізнична станція.
3 Юсківець чимало людей вирушало до різних міст України. Пасажирські потяги везли до Харкова, Дніпра, Одеси, Бахмача, Кременчука, Сімферополя та Миколаєва. Також до початку російського вторгнення з України були залізничні рейси у напрямку Росії та Білорусі, у такі міста як Санкт-Петербург, Москва, Мінськ і Полоцьк.
12 червня 2020 року, відповідно до розпорядження Кабінету Міністрів України № 721-р «Про визначення адміністративних центрів та затвердження територій територіальних громад Полтавської області», село увійшло до складу Лохвицької міської громади.
19 липня 2020 року, в результаті адміністративно-територіальної реформи та ліквідації Лохвицького району, село увійшло до складу новоутвореного Миргородського району Полтавської області.

## Населення

### Мова
Розподіл населення за рідною мовою за даними :
| Мова            | Кількість | Відсоток |
| --------------- | --------- | -------- |
| українська      | 461       | 97.88 %  |
| російська       | 7         | 1.49 %   |
| білоруська      | 2         | 0.43 %   |
| інші/не вказали | 1         | 0.20 %   |
| Усього          | 471       | 100 %    |

## Економіка
- ПРАТ «Юськівське хлібоприймальне підприємство».

## Об'єкти соціальної сфери
- Клуб.

## Відомі люди
- Ус Павло Терентійович — український режисер-документаліст.